# Nesslach
Nesslach ist eine Rotte in der Marktgemeinde Bad Hofgastein im österreichischen Bundesland Salzburg.

## Geografie
Die Rotte Nesslach gehört zur Ortschaft Anger und zur Katastralgemeinde Vorderschneeberg. Sie liegt im gebirgigen Tal des Lafenbaches, einem Nebenbach des Angerbaches. Umliegende Berge sind der Kalkbretterkopf (2412 m ü. A.) im Südwesten und der Lungkogel (2327 m ü. A.) im Nordwesten.

## Geschichte
Nesslach ist eine ehemalige Bergknappensiedlung. Sie wurde 1820 als Neßlach und 1834 als Nesselach genannt.

## Kultur und Sehenswürdigkeiten
Die an der Straße gelegene Nesslach-Kapelle wurde im Jahr 2020 erbaut. Sie besteht aus Holz.

## Infrastruktur
Der Fernwanderweg Salzburger Almenweg verläuft südlich der Siedlung auf der anderen Seite des Lafenbaches. Im Rahmen der Wildbachverbauung wurde das Bachbett im Bereich von Nesslach über drei Sperren als Kaskade gelegt.